# La voce di Paganini
La voce di Paganini è un documentario di Francesco De Robertis. Prodotto tra il 1945 e il 1947, è dedicato a Niccolò Paganini.
È importante perché segna la riabilitazione del regista pugliese, dopo la parentesi del “Cinevillaggio” (orientato dal regime) a Venezia.

## Riconoscimenti
- Festival di Venezia 1947
  - Premio della Direzione della Mostra per il miglior cortometraggio a carattere musicale